# 73358 Kitwhitten
73358 Kitwhitten è un asteroide della fascia principale. Scoperto nel 2002, presenta un'orbita caratterizzata da un semiasse maggiore pari a 2,7820870 au e da un'eccentricità di 0,0636368, inclinata di 3,74702° rispetto all'eclittica.